# أمل العمري
أمل العمري (مواليد سنة 1960، مكناس) نقابية مغربية.

## مسيرته
حصلت على شهادة البكالوريا في الأدب عام 1977 من ثانوية عمر بن الخطاب الثانوية في مكناس. ثم حصلت على درجة الماجستير في القانون العام عام 1982 من جامعة سيدي محمد بن عبد الله بفاس، وشهادة الدراسات المعمقة (DEA) في المالية العامة والضرائب في جامعة بانتيون أساس، ثم في عام 1987 دبلوم معهد التأمين في باريس (IAP) في جامعة باريس 1 - بانتيون سوربون.
بعد عودتها إلى المغرب، عملت لدى بنك (ABN Amro Bank)، ثم لصالح البنك المغربي للتجارة والصناعة. ثم انضمت إلى الاتحاد المصرفي المهني للاتحاد (USIB).
تم انتخابها عضوا في البرلمان المغربي في عام 2007 تحت لواء حزب التقدم والاشتراكية، وهي عضو في مجموعة تحالف القوى الديمقراطية التقدمية بمجلس النواب.
هي عضو في الأمانة الوطنية للاتحاد المغربي للشغل (حيث تتولى مسؤولية العلاقات الدولية)، وقد شغلت منصب نائب رئيس اتحاد النقابات الدولي (ITUC) منذ عام 2010، وأعيد انتخابها في عام 2014. وانتخبت في يونيو 2014 عضوًا في إدارة منظمة العمل الدولية.